# Endorfinok
Az endorfinok az endogén opioid peptidek gyűjtőneve, amelyek neurotranszmitterekként működnek. Ezek a fehérjék a gerincesek agyalapi mirigyében és a hipotalamuszában termelődnek fizikai hatásokra, izgalmi állapot esetén, fájdalomérzületkor, fűszeres ételek fogyasztásakor és az orgazmus időpontjában. Képességeik lényegét tekintve hasonlítanak az opiátokhoz, azaz fájdalmat csillapítanak és kellemes érzést idéznek elő.
Az "endorfin" szó, mint kifejezés egyben magában foglalja egy meghatározott kémiai ingerekkel szemben fellépő farmakológiai aktivitás fogalmát is (a biokémiai anyagok kategóriájába sorolt kortikoszteroidok aktivitásához hasonlóan). A szó két részből tevődik össze: endo és orphin, azaz endogén morfin, amely nevében utal arra, hogy, "egy testből származó morfinszerű anyag"-ról van szó.
A köznyelvben elterjedt endorfin-áradat kifejezés arra utal, hogy fájdalomérzület, veszélyhelyzet fellépése, vagy egyéb stressz esetén lelkesültség érzése önti el az emberi testet, vélhetően az endorfinok hatására. Amikor egy ingerület eléri a gerincvelőt, endorfinok szabadulnak fel, melyek megakadályozzák az idegsejteket abban, hogy további fájdalomingert továbbítsanak. Közvetlenül a sérülés után az endorfinok gondoskodnak arról, hogy az állatok érzékelhessék és kontrollálhassák a saját erejüket, illetve visszakapják a testük feletti irányítást a sérülés okának elhárításáig. Ezen felül gondoskodnak arról, hogy ez az állapot a szükséges ideig fennálljon.

## Történet
Az opioid neuropeptideket elsőként 1975-ben fedezte fel két egymástól független kutatócsoport:

### John Hughes és Hans Kosterlitz
A skót kutatópáros egy disznó agyából izolált fehérjéket, melyeket gyűjtőnéven enkephalinoknak (görögül εγκέφαλος; magyarul: nagyagy; latinul: cerebrum szóról) neveztek el.

### Rabi Simantov és Solomon H. Snyder
Ez idő tájt az Egyesült Államokban egy borjú agyának vizsgálatakor Simantov és Snyder megállapították, hogy az természetes úton morfiumot termelt a szervezetben. Eric Simon (aki másoktól függetlenül fedezte fel az opioid receptorokat az agyban) ezt az anyagot később az "endogén morfin" szavakból alkotott endorfinnak nevezte el. Fontos megjegyezni, hogy újabb vizsgálatok kimutatásai szerint a különféle állati és emberi szövetek valójában képesek előállítani morfint is, amely viszont az endorfinnal ellentétben nem peptid.

## Hatásmechanizmus
A vérben lévő β-endorfin az agyalapi mirigyből, a gerincvelőben és az agyban található β-endorfin pedig a hipotalamuszban található idegsejtekből szabadul fel. A vérben található β-endorfin a vér-agy gát miatt képtelen az agyba átáramolni nagy mennyiségben, így annak a ténynek a fiziológiai jelentősége, hogy a β-endorfin mennyisége viszonylag könnyen mérhető a vérben messze nem egyértelmű. A β-endorfin egy bontási terméke a pro-opiomelanokortin (POMC), amely egyben az adrenokortikotrop hormon (ACTH) prekurzor hormonja. A β-endorfin magatartásért felelős hatásait annak működésekor az agyban és a gerincvelőben fejti ki, és valószínű, hogy ezeken a helyeken a hypothalamus neuronjai a β-endorfin termelés fő forrása. Azokban az esetekben, amikor az ACTH szintje is emelkedett (pl. Cushing-szindróma), az endorfinok szintje is emelkedik kissé.
A β-endorfin a μ1 opioid receptorhoz kötődik a legszorosabban, a μ2 és δ opioid receptorokhoz valamivel lazábban és a κ1 opioid receptorhoz pedig a leggyengébben. A μ opioid receptor a legfőbb receptor melyen keresztül a morfin hatást gyakorolhat. Tipikusan a μ opioid receptorok preszinaptikusak, és gátolják a neurotranszmitter érzékelését; e mechanizmus gátolja a GABA neurotranszmittereit, és oldja fel a gátlást a dopamin útvonalakon. Ezáltal több dopamin szabadul fel. Ez a folyamat tehető felelőssé azon súlyos káros hatásokért, ami a nem megfelelő exogén opiátok dopamin kibocsátásakor rendellenes idegi plaszticitáshoz és ezáltal végső soron függőséghez vezet. Az opioid receptorok számos más és fontos irányító szerepet is betöltenek az agyban és a periférián mint például a modulációs fájdalom, szív-, gyomor-, és érrendszeri működés, valamint esetleg a pánik és a jóllakottság. A receptorok gyakran ugyanúgy megtalálhatók posztszinaptikus területeken, mint a preszinaptikuson.

## Kiváltó okok és működési terület
A tudósok vitatkoznak azon, hogy mérhető-e konkrét tevékenységek endorfin kibocsátásra gyakorolt hatása. A legtöbb napvilágot látott adat állatkísérletes modellekből származik, melyeknek nincs humán vonatkozása. Léteznek kutatások, melyek a vérplazma endorfinszintjének mérésére szorítkoznak. Ez a szint nem feltétlenül korrelál a központi idegrendszer endorfinszintjeinek mért eredményeivel. Vannak olyan kutatások is, melyek azon indirekt módszert használják a szervezetben jelenlévő endorfin szintjének mérésere, ahol egy opioid antagonista a naloxon játssza a főszerepet. Ebben a mérésben a naloxon mennyiségét mérik. A jelenlévő endorfin szintjének indirekt mérése során a naloxon akkor szabadul fel, ha az endorfin szintjének változása miatt blokkolt endorfin aktivitás állapota jön létre.
A kapszaicin esetében,– amely piros chili paprika "hatóanyaga" – is kimutatták, hogy serkenti az endorfin felszabadítását. Alkalmanként a kapszaicint is felhasználják, mint hatóanyagot bizonyos krónikus fájdalmak kezelésére.

### Futók gyönyöre
Az endorfin termelésnek egy másik széles körben ismert jelensége az úgynevezett "futók gyönyöre" effektus. Ez arról szól, hogy ha valaki fáradhatatlanul fizikai gyakorlatokat végez és átlép egy küszöbértéket, aktiválja az endorfin termelését. Endorfinok szabadulnak fel a hosszú órák alatt végzett folyamatos edzések alatt is. Ez a folyamat – jól megfigyelhetően – akkor történik, amikor a munkavégzés, vagy sportolás intenzitása a még kontroll alatt tartható és a magas intenzitású között van, és a fizikai megterhelést végző személy nehezen lélegzik. Ez a szint egyébként megfelel annak az időpillanatnak, amikortól az izmok elkezdik a tárolt glikogén "elégetését". Az endorfinok felszabadulása alatt álló személy eközben ki van téve egy olyan állapotnak, amikor túllépve saját testének fizikai határait súlyos sérüléseket szenvedhet. Ez azt jelenti, hogy a futók is képesek a fájdalom ellenére folyamatosan futni, így viszont folyamatosan ellenőrizniük kell azt, hogy ne haladják meg a fizikai teljesítőképességük határait. Ez rendszerint egy-egy kimagasló eredmény szem előtt tartását jelenti.
2008-ban, Németországban kutatók számoltak be azokról a mechanizmusokról, amelyek hatására a futókat gyönyör öntötte el. A PET-CT-s vizsgálatokat kombinálták olyan – jelenleg elérhető – vegyi anyagokra épülő vizsgálatokkal, melyek az endorfinok jelenlétét mutatják az agyban. Így össze tudták hasonlítani a futók agyát a futás előtti és futás utáni állapotukban. A futóknak akikkel a kutatók vizsgálatokat végezték azt mondták, hogy az agyuk opioid receptorait vizsgálják, és eközben a futók nem voltak tudatában, hogy endorfin szintjüket is vizsgálat alá vonták különös tekintettel a "futók gyönyöre" jelenségre.
A résztvevőket egy két órás futás előtt és után is megvizsgálták és többek között pszichológiai teszteknek is alávetették. A kapott adatok azt mutatták, hogy olyan endorfinok termelődtek a gyakorlás közben, melyek az agy érzelmi területeihez kapcsolódtak (limbikus és a prefrontális terület).
Ez azt is előrevetítette, hogy sok endorfin és számos vegyi anyag együttes hatása áll a futók gyönyöre jelenség hátterében. Így többek között adrenalin, szerotonin, dopamin stb.
A futók endorfin-termelésének szerepéről szóló korábbi kutatások megkérdőjelezték ezen mechanizmusok működését, ugyanis az adataik azt bizonyították, hogy esetleg a "gyönyör" valójában a kihívás gyönyöre, nem pedig a megterhelés következménye. Az 1980-as évek elején végzett tanulmányok megkérdőjelezték az endorfinok és a futók gyönyöre közti kapcsolatot több okból is:
- Az első ilyen ok az volt, hogy amikor egy antagonista (farmakológiai anyag, amely blokkolja a keresett és vizsgált anyagot) került beadásra (pl. naloxon) vagy lenyelésre (naltrexon) a hangulat állapotában ugyanolyan változás történt, mint amikor a személy blokkoló nélkül fizikai megterhelésnek volt kitéve.
- A másik ilyen ok a Georgia Institute of Technology 2003-ban megjelent tanulmánya. Ebben megállapították, hogy szerintük a futók gyönyörét egy olyan másik vegyi anyag okozhatja, ami szintén természetes úton termelődik: ez az anyag, az anandamid.[15][16] A szerzők azt sugallják, hogy a szervezet ezt a vegyi anyagot termeli a tartós stressz és a tartós megterhelés fájdalmának kezelésére. Ez az elmélet nagyon hasonlít azon eredeti elmélethez, mely az endorfinok szerepét hangsúlyozza. Ugyanakkor a jelentés nem számol be az anandamid agyra gyakorolt kognitív hatásairól a futók gyönyöre effektus kapcsán. Ez arra utal, hogy az anandamid kibocsátás valószínűleg nem játszik jelentős szerepet a futók gyönyöre jelenség kialakulásában.[16]

### Ellazítás
2003-ban klinikai kutatók számoltak be arról, hogy a lebegőfürdőzés által kiváltott mély relaxáció endorfin-termeléshez vezetett. Ez magyarázza a fájdalmat, mely a lebegő-tréning közben tapasztalható.

### Akupunktúra
1999-ben klinikai kutatók számoltak be arról, hogy akupunktúrás tűk konkrét testpontokba történő szúrása beindítja az endorfinok termélését. Egy másik vizsgálatban az endorfinok magas szintjét mutatták ki a likvorban miután a betegnél akupunktúrás kezelést végeztek. Ezen felül, észlelték a naloxon megjelenését, mely az akupunktúra fájdalomcsillapító hatásának gátlására termelődött.
Azonban a szkeptikusok szerint nem minden tanulmány jutott erre a következtetésre. Valamint véleményük az, hogy a krónikus fájdalmakban szenvedő betegek klinikai tesztjei során az endorfinok nem hoztak tartós enyhülést a fájdalmakra. Az endorfinok vélhetően alacsony szintű fájdalomérzület, vagy fizikai stimuláció esetén is felszabadulnak, ha az több mint 30 percig tart. Jelenleg még várat magára annak bizonyítása, hogy az akupunktúra okozta elhúzódó alacsony fájdalmat stimuláló ingerület is elég, vagy egyedül a futás, illetve a fizikai aktivitásból származó ingerület az, amely ingerküszöbének átlépése után szabadulnak fel az endorfinok. A kritikusok az akupunktúrás vizsgálatok pozitív eredménymutatóira reagálva arra is rámutattak, hogy az egyes országokban (közülük leggyakrabban Kína és Oroszország) mért pozitív eredmények közel 100%-osak voltak. S mint ilyen "100%"-os tanulmányok, a statisztikai lehetetlenség fogalmába tartoznak. További kérdés merül fel azzal kapcsolatban, hogy endorfin felszabadulás mérésekor a fájdalomcsillapításról beszámolók kutatásai egyoldalúak és valójában az akupunktúra támogatói végezték az ezzel kapcsolatos méréseket.

### Terhesség

A terhesség 3. hónapjában a magzati eredetű placenta szövete elkezdi a béta-endorfinok kiválasztását az anya vérébe. Szerepe még vitatott.

A magzati eredetű placenta szövete – azaz a placentális syncitiotrofoblaszt – által termelt béta-endorfinok rendszerint a terhesség 3. hónapjában kezdenek kiválasztódni az anya vérébe. Egy nemrégiben elkészült tanulmány alapozta meg e jelenség kutatási területét. A szerzők azt állítják, hogy a magzatok anyjukat rászoktatják az endorfinra. Miután anyjuk endorfinfüggővé vált a magzatok manipulálják anyjukat, hogy az anya növelje a placentán keresztül történő tápanyag elosztást. A hipotézis előre vetíti a következőket:
- az endorfin termelés anatómiai elhelyezkedése állhat a magzati-anyai konfliktus hátterében.
- az endorfin szint együtt változik pozitívan az anyai vérrendszer tápanyag szállításának kapacitásával.
- a szülés utáni pszichés tüneteket (mint például a szülés utáni gyermekágyi szomorúság (baby blues), a depresszió és a pszichózis) azaz e mechanizmus mellékhatásait, úgy is értelmezhetjük mint az endorfin-nélkülözés tüneteit.
- röviddel a szülés után tapasztalható placentofágia jelensége adaptív szerepet játszhat a magzati manipuláció által kiváltott káros mellékhatások csökkentésében.
- később, a csecsemő a szoptatása hatására az anya agyalapi mirigyében kiváltott endorfin kiválasztással óvja meg az anyját a további endorfin elvonási tünetek káros hatásaitól.

Ezeket a hipotéziseket empirikus adatok támasztják alá.

## Fordítás
- Ez a szócikk részben vagy egészben a endorphin című angol Wikipédia-szócikk fordításán alapul.  Az eredeti cikk szerkesztőit annak laptörténete sorolja fel. Ez a jelzés csupán a megfogalmazás eredetét és a szerzői jogokat jelzi, nem szolgál a cikkben szereplő információk forrásmegjelöléseként.